# Sidokumpul (Guntur)
Sidokumpul is een bestuurslaag in het regentschap Demak van de provincie Midden-Java, Indonesië. Sidokumpul telt 4080 inwoners (volkstelling 2010).